# Pak Hak-Yong
Pak Hak-Yong es un deportista norcoreano que compitió en judo. Ganó una medalla de bronce en los Juegos Asiáticos de 1990, en la categoría de –60 kg.

## Palmarés internacional
| Juegos Asiáticos | Juegos Asiáticos | Juegos Asiáticos  | Juegos Asiáticos |
| Año              | Lugar            | Medalla           | Categoría        |
| ---------------- | ---------------- | ----------------- | ---------------- |
| 1990             | Pekín (China)    | Medalla de bronce | –60 kg           |